# John Richardson (Spezialeffektkünstler)
John Clifford Richardson (* 10. Juni 1946 in Brentford) ist ein britischer Spezialeffekt-Künstler und Oscar-Preisträger. Er wirkte an sechs James-Bond-Filmen und allen acht Harry-Potter-Teilen mit.

## Leben
John Richardson wurde als Sohn des Spezialeffekt-Künstlers Cliff Richardson geboren. Dies ermöglichte ihm, bereits in seiner Schulzeit Erfahrungen auf allen Gebieten der Kinoeffekte zu sammeln. So half er seinem Vater als Assistent schon damals, als dieser an Exodus (1960) oder Lawrence von Arabien (1962) arbeitete. Ab Ende der 1960er Jahre wurde John Richardson als eigenständiger Trickspezialist aktiv. 
Für seine Arbeit bei Aliens – Die Rückkehr wurde er mit einem Oscar und einem British Academy Film Award ausgezeichnet. Es folgten Oscar-Nominierungen für Cliffhanger, Starship Troopers und drei Harry-Potter-Teile, jeweils für die Besten visuelle Effekte. Für einen Saturn Award wurde er zehnmal nominiert und für Starship Troopers ausgezeichnet.

## Filmografie (Auswahl)
- 1971: Die Teufel (The Devils)
- 1976: Das Omen (The Omen)
- 1977: Die Brücke von Arnheim (A Bridge too Far)
- 1978: Superman
- 1979: Sprengkommando Atlantik (North Sea Hijack)
- 1979: James Bond 007 – Moonraker – Streng geheim (Moonraker)
- 1980: Hebt die Titanic (Raise the Titanic)
- 1983: James Bond 007 – Octopussy (Octopussy)
- 1985: James Bond 007 – Im Angesicht des Todes (A View to a Kill)
- 1986: Aliens – Die Rückkehr (Aliens)
- 1987: Der Hauch des Todes (The Living Daylights)
- 1988: Willow
- 1989: James Bond 007 – Lizenz zum Töten (Licence to Kill)
- 1991: Highlander II
- 1992: In einem fernen Land (Far and Away)
- 1993: Cliffhanger – Nur die Starken überleben (Cliffhanger)
- 1994: Perfect Love Affair (Love Affair)
- 1995: Hallo, Mr. President (The American President)
- 1997: Starship Troopers
- 1999: Deep Blue Sea
- 2001: Harry Potter und der Stein der Weisen (Harry Potter and the Philosopher’s Stone)
- 2002: Harry Potter und die Kammer des Schreckens (Harry Potter and the Chamber of Secrets)
- 2004: Harry Potter und der Gefangene von Askaban (Harry Potter and the Prisoner of Azkaban)
- 2005: Harry Potter und der Feuerkelch (Harry Potter and the Goblet of Fire)
- 2007: Harry Potter und der Orden des Phönix (Harry Potter and the Order of the Phoenix)
- 2009: Harry Potter und der Halbblutprinz (Harry Potter and the Half-Blood Prince)
- 2010: Harry Potter und die Heiligtümer des Todes – Teil 1 (Harry Potter And The Deathly Hallows: Part 1)
- 2011: Harry Potter und die Heiligtümer des Todes – Teil 2 (Harry Potter And The Deathly Hallows: Part 2)